# Vuelta a Gran Bretaña 2023
La 83.ª edición de la Vuelta a Gran Bretaña (nombre oficial: AJ Bell Tour of Britain) fue una carrera de ciclismo en ruta por etapas que se celebró entre el 3 y el 10 de septiembre de 2023 en el Reino Unido, con inicio en la ciudad de Altrincham y final en la ciudad de Caerphilly sobre un recorrido de 1271,1 kilómetros.
La prueba perteneció al UCI ProSeries 2023, dentro de la categoría 2.Pro, y fue ganada por el belga Wout van Aert del Jumbo-Visma. Completaron el podio, como segundo y tercer clasificado respectivamente, el noruego Tobias Halland Johannessen del Uno-X y el australiano Damien Howson del Q36.5.

## Equipos participantes
Tomaron parte en la carrera 16 equipos: 5 de categoría UCI WorldTeam, 6 de categoría UCI ProTeam, 4 de categoría Continental y la selección nacional del Reino Unido. Formaron así un pelotón de 96 ciclistas de los cuales finalizaron 75. Los equipos participantes fueron:
| WorldTeams (5)- Bora-Hansgrohe - Ineos Grenadiers - Jumbo-Visma - Movistar Team - Team DSM-Firmenich ProTeams (6)- Bingoal WB - Bolton Equities Black Spoke Pro Cycling - Equipo Kern Pharma - Q36.5 Pro Cycling Team - Team Flanders-Baloise - Uno-X Pro Cycling Team Equipos continentales (4)- Global 6 Cycling - Saint Piran - TDT-Unibet - Trinity Racing Equipo nacional- Gran Bretaña |
| |

## Recorrido
La Vuelta a Gran Bretaña dispuso de ocho etapas para un recorrido total de 1271,1 kilómetros.
| Etapa     | Fecha     | Recorrido                            | type            | Distancia (km) | Desnivel (m) | Ganador          | Líder         |
| --------- | --------- | ------------------------------------ | --------------- | -------------- | ------------ | ---------------- | ------------- |
| 1.ª etapa | 3 de sep  | Altrincham – Mánchester              | etapa escarpada | 163,3          | 2032 m       | Olav Kooij       | Olav Kooij    |
| 2.ª etapa | 4 de sep  | Wrexham – Wrexham                    | etapa llana     | 109,9          | 830 m        | Olav Kooij       | Olav Kooij    |
| 3.ª etapa | 5 de sep  | Goole – Beverley                     | etapa llana     | 154,7          | 699 m        | Olav Kooij       | Olav Kooij    |
| 4.ª etapa | 6 de sep  | Bosque de Sherwood – Newark-on-Trent | etapa escarpada | 166,6          | 975 m        | Olav Kooij       | Olav Kooij    |
| 5.ª etapa | 7 de sep  | Felixstowe – Felixstowe              | etapa llana     | 192,4          | 1000 m       | Wout van Aert    | Wout van Aert |
| 6.ª etapa | 8 de sep  | Southend-on-Sea – Harlow             | etapa llana     | 146,2          | 850 m        | Danny van Poppel | Wout van Aert |
| 7.ª etapa | 9 de sep  | Tewkesbury – Gloucester              | etapa escarpada | 170,9          | 1865 m       | Rasmus Tiller    | Wout van Aert |
| 8.ª etapa | 10 de sep | Margam Country Park – Caerphilly     | etapa escarpada | 166,8          | 2525 m       | Carlos Rodríguez | Wout van Aert |

### 1.ª etapa
| Altrincham - Mánchester | etapa escarpada | (163,3 km) |

| \| Clasificación de la etapa \| Clasificación de la etapa \| Clasificación de la etapa \| Clasificación de la etapa \| Clasificación de la etapa \| \| Ciclista \| Ciclista \| Equipo \| Tiempo \| \| \| ------------------------- \| ------------------------- \| --------------------------------------- \| ------------------------- \| ------------------------- \| \| 1.º \| Olav Kooij \| Jumbo-Visma \| 3 h 51 min 02 s \| \| \| 2.º \| Wout van Aert \| Jumbo-Visma \| + 0 s \| \| \| 3.º \| Sam Bennett \| Bora-Hansgrohe \| + 0 s \| \| \| 4.º \| Max Kanter \| Movistar Team \| + 0 s \| \| \| 5.º \| Ethan Vernon \| Gran Bretaña \| + 0 s \| \| \| 6.º \| Stian Fredheim \| Uno-X Pro Cycling Team \| + 0 s \| \| \| 7.º \| Davide Bomboi \| TDT-Unibet \| + 0 s \| \| \| 8.º \| Danny van Poppel \| Bora-Hansgrohe \| + 0 s \| \| \| 9.º \| Gonzalo Serrano Rodríguez \| Movistar Team \| + 0 s \| \| \| 10.º \| Rory Townsend \| Bolton Equities Black Spoke Pro Cycling \| + 0 s \| \| |                           |                                         |                 |
| |                           |                                         |                 |
| Fuente: ProCyclingStats |                           |                                         |                 |
| Clasificación de la etapa |                           |                                         |                 |
| Ciclista | Ciclista                  | Equipo                                  | Tiempo          |
| 1.º | Olav Kooij                | Jumbo-Visma                             | 3 h 51 min 02 s |
| 2.º | Wout van Aert             | Jumbo-Visma                             | + 0 s           |
| 3.º | Sam Bennett               | Bora-Hansgrohe                          | + 0 s           |
| 4.º | Max Kanter                | Movistar Team                           | + 0 s           |
| 5.º | Ethan Vernon              | Gran Bretaña                            | + 0 s           |
| 6.º | Stian Fredheim            | Uno-X Pro Cycling Team                  | + 0 s           |
| 7.º | Davide Bomboi             | TDT-Unibet                              | + 0 s           |
| 8.º | Danny van Poppel          | Bora-Hansgrohe                          | + 0 s           |
| 9.º | Gonzalo Serrano Rodríguez | Movistar Team                           | + 0 s           |
| 10.º | Rory Townsend             | Bolton Equities Black Spoke Pro Cycling | + 0 s           |

| \| Clasificación general \| Clasificación general \| Clasificación general \| Clasificación general \| Clasificación general \| \| Ciclista \| Ciclista \| Equipo \| Tiempo \| \| \| --------------------- \| ------------------------- \| --------------------------------------- \| --------------------- \| --------------------- \| \| 1.º \| Olav Kooij \| Jumbo-Visma \| 3 h 51 min 02 s \| \| \| 2.º \| Wout van Aert \| Jumbo-Visma \| + 0 s \| \| \| 3.º \| Sam Bennett \| Bora-Hansgrohe \| + 0 s \| \| \| 4.º \| Max Kanter \| Movistar Team \| + 0 s \| \| \| 5.º \| Ethan Vernon \| Gran Bretaña \| + 0 s \| \| \| 6.º \| Stian Fredheim \| Uno-X Pro Cycling Team \| + 0 s \| \| \| 7.º \| Davide Bomboi \| TDT-Unibet \| + 0 s \| \| \| 8.º \| Danny van Poppel \| Bora-Hansgrohe \| + 0 s \| \| \| 9.º \| Gonzalo Serrano Rodríguez \| Movistar Team \| + 0 s \| \| \| 10.º \| Rory Townsend \| Bolton Equities Black Spoke Pro Cycling \| + 0 s \| \| |                           |                                         |                 |
| |                           |                                         |                 |
| Fuente: ProCyclingStats |                           |                                         |                 |
| Clasificación general |                           |                                         |                 |
| Ciclista | Ciclista                  | Equipo                                  | Tiempo          |
| 1.º | Olav Kooij                | Jumbo-Visma                             | 3 h 51 min 02 s |
| 2.º | Wout van Aert             | Jumbo-Visma                             | + 0 s           |
| 3.º | Sam Bennett               | Bora-Hansgrohe                          | + 0 s           |
| 4.º | Max Kanter                | Movistar Team                           | + 0 s           |
| 5.º | Ethan Vernon              | Gran Bretaña                            | + 0 s           |
| 6.º | Stian Fredheim            | Uno-X Pro Cycling Team                  | + 0 s           |
| 7.º | Davide Bomboi             | TDT-Unibet                              | + 0 s           |
| 8.º | Danny van Poppel          | Bora-Hansgrohe                          | + 0 s           |
| 9.º | Gonzalo Serrano Rodríguez | Movistar Team                           | + 0 s           |
| 10.º | Rory Townsend             | Bolton Equities Black Spoke Pro Cycling | + 0 s           |

### 2.ª etapa
| Wrexham - Wrexham | etapa llana | (109,9 km) |

| \| Clasificación de la etapa \| Clasificación de la etapa \| Clasificación de la etapa \| Clasificación de la etapa \| Clasificación de la etapa \| \| Ciclista \| Ciclista \| Equipo \| Tiempo \| \| \| ------------------------- \| ------------------------- \| ------------------------- \| ------------------------- \| ------------------------- \| \| 1.º \| Olav Kooij \| Jumbo-Visma \| 2 h 22 min 51 s \| \| \| 2.º \| Danny van Poppel \| Bora-Hansgrohe \| + 0 s \| \| \| 3.º \| Wout van Aert \| Jumbo-Visma \| + 0 s \| \| \| 4.º \| Sam Bennett \| Bora-Hansgrohe \| + 0 s \| \| \| 5.º \| Max Kanter \| Movistar Team \| + 0 s \| \| \| 6.º \| Ethan Vernon \| Gran Bretaña \| + 0 s \| \| \| 7.º \| Luke Lamperti \| Trinity Racing \| + 0 s \| \| \| 8.º \| Stian Fredheim \| Uno-X Pro Cycling Team \| + 0 s \| \| \| 9.º \| Thomas Pidcock \| Ineos Grenadiers \| + 0 s \| \| \| 10.º \| Davide Bomboi \| TDT-Unibet \| + 0 s \| \| |                  |                        |                 |
| |                  |                        |                 |
| Fuente: ProCyclingStats |                  |                        |                 |
| Clasificación de la etapa |                  |                        |                 |
| Ciclista | Ciclista         | Equipo                 | Tiempo          |
| 1.º | Olav Kooij       | Jumbo-Visma            | 2 h 22 min 51 s |
| 2.º | Danny van Poppel | Bora-Hansgrohe         | + 0 s           |
| 3.º | Wout van Aert    | Jumbo-Visma            | + 0 s           |
| 4.º | Sam Bennett      | Bora-Hansgrohe         | + 0 s           |
| 5.º | Max Kanter       | Movistar Team          | + 0 s           |
| 6.º | Ethan Vernon     | Gran Bretaña           | + 0 s           |
| 7.º | Luke Lamperti    | Trinity Racing         | + 0 s           |
| 8.º | Stian Fredheim   | Uno-X Pro Cycling Team | + 0 s           |
| 9.º | Thomas Pidcock   | Ineos Grenadiers       | + 0 s           |
| 10.º | Davide Bomboi    | TDT-Unibet             | + 0 s           |

| \| Clasificación general \| Clasificación general \| Clasificación general \| Clasificación general \| Clasificación general \| \| Ciclista \| Ciclista \| Equipo \| Tiempo \| \| \| --------------------- \| ------------------------- \| ---------------------- \| --------------------- \| --------------------- \| \| 1.º \| Olav Kooij \| Jumbo-Visma \| 6 h 13 min 53 s \| \| \| 2.º \| Wout van Aert \| Jumbo-Visma \| + 0 s \| \| \| 3.º \| Sam Bennett \| Bora-Hansgrohe \| + 0 s \| \| \| 4.º \| Max Kanter \| Movistar Team \| + 0 s \| \| \| 5.º \| Danny van Poppel \| Bora-Hansgrohe \| + 0 s \| \| \| 6.º \| Ethan Vernon \| Gran Bretaña \| + 0 s \| \| \| 7.º \| Stian Fredheim \| Uno-X Pro Cycling Team \| + 0 s \| \| \| 8.º \| Davide Bomboi \| TDT-Unibet \| + 0 s \| \| \| 9.º \| Thomas Pidcock \| Ineos Grenadiers \| + 0 s \| \| \| 10.º \| Gonzalo Serrano Rodríguez \| Movistar Team \| + 0 s \| \| |                           |                        |                 |
| |                           |                        |                 |
| Fuente: ProCyclingStats |                           |                        |                 |
| Clasificación general |                           |                        |                 |
| Ciclista | Ciclista                  | Equipo                 | Tiempo          |
| 1.º | Olav Kooij                | Jumbo-Visma            | 6 h 13 min 53 s |
| 2.º | Wout van Aert             | Jumbo-Visma            | + 0 s           |
| 3.º | Sam Bennett               | Bora-Hansgrohe         | + 0 s           |
| 4.º | Max Kanter                | Movistar Team          | + 0 s           |
| 5.º | Danny van Poppel          | Bora-Hansgrohe         | + 0 s           |
| 6.º | Ethan Vernon              | Gran Bretaña           | + 0 s           |
| 7.º | Stian Fredheim            | Uno-X Pro Cycling Team | + 0 s           |
| 8.º | Davide Bomboi             | TDT-Unibet             | + 0 s           |
| 9.º | Thomas Pidcock            | Ineos Grenadiers       | + 0 s           |
| 10.º | Gonzalo Serrano Rodríguez | Movistar Team          | + 0 s           |

### 3.ª etapa
| Goole - Beverley | etapa llana | (154,7 km) |

| \| Clasificación de la etapa \| Clasificación de la etapa \| Clasificación de la etapa \| Clasificación de la etapa \| Clasificación de la etapa \| \| Ciclista \| Ciclista \| Equipo \| Tiempo \| \| \| ------------------------- \| ------------------------- \| --------------------------------------- \| ------------------------- \| ------------------------- \| \| 1.º \| Olav Kooij \| Jumbo-Visma \| 3 h 25 min 58 s \| \| \| 2.º \| Danny van Poppel \| Bora-Hansgrohe \| + 0 s \| \| \| 3.º \| Ethan Vernon \| Gran Bretaña \| + 0 s \| \| \| 4.º \| Max Kanter \| Movistar Team \| + 0 s \| \| \| 5.º \| Rasmus Tiller \| Uno-X Pro Cycling Team \| + 0 s \| \| \| 6.º \| Thomas Pidcock \| Ineos Grenadiers \| + 0 s \| \| \| 7.º \| Robert Donaldson \| Trinity Racing \| + 0 s \| \| \| 8.º \| Casper van Uden \| Team DSM-Firmenich \| + 0 s \| \| \| 9.º \| Rory Townsend \| Bolton Equities Black Spoke Pro Cycling \| + 0 s \| \| \| 10.º \| Davide Bomboi \| TDT-Unibet \| + 0 s \| \| |                  |                                         |                 |
| |                  |                                         |                 |
| Fuente: ProCyclingStats |                  |                                         |                 |
| Clasificación de la etapa |                  |                                         |                 |
| Ciclista | Ciclista         | Equipo                                  | Tiempo          |
| 1.º | Olav Kooij       | Jumbo-Visma                             | 3 h 25 min 58 s |
| 2.º | Danny van Poppel | Bora-Hansgrohe                          | + 0 s           |
| 3.º | Ethan Vernon     | Gran Bretaña                            | + 0 s           |
| 4.º | Max Kanter       | Movistar Team                           | + 0 s           |
| 5.º | Rasmus Tiller    | Uno-X Pro Cycling Team                  | + 0 s           |
| 6.º | Thomas Pidcock   | Ineos Grenadiers                        | + 0 s           |
| 7.º | Robert Donaldson | Trinity Racing                          | + 0 s           |
| 8.º | Casper van Uden  | Team DSM-Firmenich                      | + 0 s           |
| 9.º | Rory Townsend    | Bolton Equities Black Spoke Pro Cycling | + 0 s           |
| 10.º | Davide Bomboi    | TDT-Unibet                              | + 0 s           |

| \| Clasificación general \| Clasificación general \| Clasificación general \| Clasificación general \| Clasificación general \| \| Ciclista \| Ciclista \| Equipo \| Tiempo \| \| \| --------------------- \| ------------------------- \| --------------------------------------- \| --------------------- \| --------------------- \| \| 1.º \| Olav Kooij \| Jumbo-Visma \| 9 h 39 min 51 s \| \| \| 2.º \| Danny van Poppel \| Bora-Hansgrohe \| + 0 s \| \| \| 3.º \| Max Kanter \| Movistar Team \| + 0 s \| \| \| 4.º \| Ethan Vernon \| Gran Bretaña \| + 0 s \| \| \| 5.º \| Wout van Aert \| Jumbo-Visma \| + 0 s \| \| \| 6.º \| Davide Bomboi \| TDT-Unibet \| + 0 s \| \| \| 7.º \| Thomas Pidcock \| Ineos Grenadiers \| + 0 s \| \| \| 8.º \| Gonzalo Serrano Rodríguez \| Movistar Team \| + 0 s \| \| \| 9.º \| Rasmus Tiller \| Uno-X Pro Cycling Team \| + 0 s \| \| \| 10.º \| Rory Townsend \| Bolton Equities Black Spoke Pro Cycling \| + 0 s \| \| |                           |                                         |                 |
| |                           |                                         |                 |
| Fuente: ProCyclingStats |                           |                                         |                 |
| Clasificación general |                           |                                         |                 |
| Ciclista | Ciclista                  | Equipo                                  | Tiempo          |
| 1.º | Olav Kooij                | Jumbo-Visma                             | 9 h 39 min 51 s |
| 2.º | Danny van Poppel          | Bora-Hansgrohe                          | + 0 s           |
| 3.º | Max Kanter                | Movistar Team                           | + 0 s           |
| 4.º | Ethan Vernon              | Gran Bretaña                            | + 0 s           |
| 5.º | Wout van Aert             | Jumbo-Visma                             | + 0 s           |
| 6.º | Davide Bomboi             | TDT-Unibet                              | + 0 s           |
| 7.º | Thomas Pidcock            | Ineos Grenadiers                        | + 0 s           |
| 8.º | Gonzalo Serrano Rodríguez | Movistar Team                           | + 0 s           |
| 9.º | Rasmus Tiller             | Uno-X Pro Cycling Team                  | + 0 s           |
| 10.º | Rory Townsend             | Bolton Equities Black Spoke Pro Cycling | + 0 s           |

### 4.ª etapa
| Bosque de Sherwood - Newark-on-Trent | etapa escarpada | (166,6 km) |

| \| Clasificación de la etapa \| Clasificación de la etapa \| Clasificación de la etapa \| Clasificación de la etapa \| Clasificación de la etapa \| \| Ciclista \| Ciclista \| Equipo \| Tiempo \| \| \| ------------------------- \| ------------------------- \| ------------------------- \| ------------------------- \| ------------------------- \| \| 1.º \| Olav Kooij \| Jumbo-Visma \| 3 h 45 min 40 s \| \| \| 2.º \| Casper van Uden \| Team DSM-Firmenich \| + 0 s \| \| \| 3.º \| Ethan Vernon \| Gran Bretaña \| + 0 s \| \| \| 4.º \| Milan Fretin \| Team Flanders-Baloise \| + 0 s \| \| \| 5.º \| Max Kanter \| Movistar Team \| + 0 s \| \| \| 6.º \| Stian Fredheim \| Uno-X Pro Cycling Team \| + 0 s \| \| \| 7.º \| Davide Persico \| Bingoal WB \| + 0 s \| \| \| 8.º \| Ben Turner \| Ineos Grenadiers \| + 0 s \| \| \| 9.º \| Sam Bennett \| Bora-Hansgrohe \| + 0 s \| \| \| 10.º \| Davide Bomboi \| TDT-Unibet \| + 0 s \| \| |                 |                        |                 |
| |                 |                        |                 |
| Fuente: ProCyclingStats |                 |                        |                 |
| Clasificación de la etapa |                 |                        |                 |
| Ciclista | Ciclista        | Equipo                 | Tiempo          |
| 1.º | Olav Kooij      | Jumbo-Visma            | 3 h 45 min 40 s |
| 2.º | Casper van Uden | Team DSM-Firmenich     | + 0 s           |
| 3.º | Ethan Vernon    | Gran Bretaña           | + 0 s           |
| 4.º | Milan Fretin    | Team Flanders-Baloise  | + 0 s           |
| 5.º | Max Kanter      | Movistar Team          | + 0 s           |
| 6.º | Stian Fredheim  | Uno-X Pro Cycling Team | + 0 s           |
| 7.º | Davide Persico  | Bingoal WB             | + 0 s           |
| 8.º | Ben Turner      | Ineos Grenadiers       | + 0 s           |
| 9.º | Sam Bennett     | Bora-Hansgrohe         | + 0 s           |
| 10.º | Davide Bomboi   | TDT-Unibet             | + 0 s           |

| \| Clasificación general \| Clasificación general \| Clasificación general \| Clasificación general \| Clasificación general \| \| Ciclista \| Ciclista \| Equipo \| Tiempo \| \| \| --------------------- \| ------------------------- \| --------------------------------------- \| --------------------- \| --------------------- \| \| 1.º \| Olav Kooij \| Jumbo-Visma \| 13 h 25 min 31 s \| \| \| 2.º \| Ethan Vernon \| Gran Bretaña \| + 0 s \| \| \| 3.º \| Max Kanter \| Movistar Team \| + 0 s \| \| \| 4.º \| Wout van Aert \| Jumbo-Visma \| + 0 s \| \| \| 5.º \| Davide Bomboi \| TDT-Unibet \| + 0 s \| \| \| 6.º \| Danny van Poppel \| Bora-Hansgrohe \| + 0 s \| \| \| 7.º \| Thomas Pidcock \| Ineos Grenadiers \| + 0 s \| \| \| 8.º \| Casper van Uden \| Team DSM-Firmenich \| + 0 s \| \| \| 9.º \| Gonzalo Serrano Rodríguez \| Movistar Team \| + 0 s \| \| \| 10.º \| Rory Townsend \| Bolton Equities Black Spoke Pro Cycling \| + 0 s \| \| |                           |                                         |                  |
| |                           |                                         |                  |
| Fuente: ProCyclingStats |                           |                                         |                  |
| Clasificación general |                           |                                         |                  |
| Ciclista | Ciclista                  | Equipo                                  | Tiempo           |
| 1.º | Olav Kooij                | Jumbo-Visma                             | 13 h 25 min 31 s |
| 2.º | Ethan Vernon              | Gran Bretaña                            | + 0 s            |
| 3.º | Max Kanter                | Movistar Team                           | + 0 s            |
| 4.º | Wout van Aert             | Jumbo-Visma                             | + 0 s            |
| 5.º | Davide Bomboi             | TDT-Unibet                              | + 0 s            |
| 6.º | Danny van Poppel          | Bora-Hansgrohe                          | + 0 s            |
| 7.º | Thomas Pidcock            | Ineos Grenadiers                        | + 0 s            |
| 8.º | Casper van Uden           | Team DSM-Firmenich                      | + 0 s            |
| 9.º | Gonzalo Serrano Rodríguez | Movistar Team                           | + 0 s            |
| 10.º | Rory Townsend             | Bolton Equities Black Spoke Pro Cycling | + 0 s            |

### 5.ª etapa
| Felixstowe - Felixstowe | etapa llana | (192,4 km) |

| \| Clasificación de la etapa \| Clasificación de la etapa \| Clasificación de la etapa \| Clasificación de la etapa \| Clasificación de la etapa \| \| Ciclista \| Ciclista \| Equipo \| Tiempo \| \| \| ------------------------- \| ------------------------- \| ------------------------- \| ------------------------- \| ------------------------- \| \| 1.º \| Wout van Aert \| Jumbo-Visma \| 4 h 20 min 05 s \| \| \| 2.º \| Ethan Vernon \| Gran Bretaña \| + 3 s \| \| \| 3.º \| Danny van Poppel \| Bora-Hansgrohe \| + 3 s \| \| \| 4.º \| Alexander Salby \| Bingoal WB \| + 3 s \| \| \| 5.º \| Max Kanter \| Movistar Team \| + 3 s \| \| \| 6.º \| Davide Persico \| Bingoal WB \| + 3 s \| \| \| 7.º \| Milan Fretin \| Team Flanders-Baloise \| + 3 s \| \| \| 8.º \| Davide Bomboi \| TDT-Unibet \| + 3 s \| \| \| 9.º \| Thomas Pidcock \| Ineos Grenadiers \| + 3 s \| \| \| 10.º \| Stian Fredheim \| Uno-X Pro Cycling Team \| + 3 s \| \| |                  |                        |                 |
| |                  |                        |                 |
| Fuente: ProCyclingStats |                  |                        |                 |
| Clasificación de la etapa |                  |                        |                 |
| Ciclista | Ciclista         | Equipo                 | Tiempo          |
| 1.º | Wout van Aert    | Jumbo-Visma            | 4 h 20 min 05 s |
| 2.º | Ethan Vernon     | Gran Bretaña           | + 3 s           |
| 3.º | Danny van Poppel | Bora-Hansgrohe         | + 3 s           |
| 4.º | Alexander Salby  | Bingoal WB             | + 3 s           |
| 5.º | Max Kanter       | Movistar Team          | + 3 s           |
| 6.º | Davide Persico   | Bingoal WB             | + 3 s           |
| 7.º | Milan Fretin     | Team Flanders-Baloise  | + 3 s           |
| 8.º | Davide Bomboi    | TDT-Unibet             | + 3 s           |
| 9.º | Thomas Pidcock   | Ineos Grenadiers       | + 3 s           |
| 10.º | Stian Fredheim   | Uno-X Pro Cycling Team | + 3 s           |

| \| Clasificación general \| Clasificación general \| Clasificación general \| Clasificación general \| Clasificación general \| \| Ciclista \| Ciclista \| Equipo \| Tiempo \| \| \| --------------------- \| ------------------------- \| --------------------- \| --------------------- \| --------------------- \| \| 1.º \| Wout van Aert \| Jumbo-Visma \| 17 h 45 min 36 s \| \| \| 2.º \| Ethan Vernon \| Gran Bretaña \| + 3 s \| \| \| 3.º \| Max Kanter \| Movistar Team \| + 3 s \| \| \| 4.º \| Olav Kooij \| Jumbo-Visma \| + 3 s \| \| \| 5.º \| Davide Bomboi \| TDT-Unibet \| + 3 s \| \| \| 6.º \| Danny van Poppel \| Bora-Hansgrohe \| + 3 s \| \| \| 7.º \| Thomas Pidcock \| Ineos Grenadiers \| + 3 s \| \| \| 8.º \| Casper van Uden \| Team DSM-Firmenich \| + 3 s \| \| \| 9.º \| Gonzalo Serrano Rodríguez \| Movistar Team \| + 3 s \| \| \| 10.º \| Davide Persico \| Bingoal WB \| + 3 s \| \| |                           |                    |                  |
| |                           |                    |                  |
| Fuente: ProCyclingStats |                           |                    |                  |
| Clasificación general |                           |                    |                  |
| Ciclista | Ciclista                  | Equipo             | Tiempo           |
| 1.º | Wout van Aert             | Jumbo-Visma        | 17 h 45 min 36 s |
| 2.º | Ethan Vernon              | Gran Bretaña       | + 3 s            |
| 3.º | Max Kanter                | Movistar Team      | + 3 s            |
| 4.º | Olav Kooij                | Jumbo-Visma        | + 3 s            |
| 5.º | Davide Bomboi             | TDT-Unibet         | + 3 s            |
| 6.º | Danny van Poppel          | Bora-Hansgrohe     | + 3 s            |
| 7.º | Thomas Pidcock            | Ineos Grenadiers   | + 3 s            |
| 8.º | Casper van Uden           | Team DSM-Firmenich | + 3 s            |
| 9.º | Gonzalo Serrano Rodríguez | Movistar Team      | + 3 s            |
| 10.º | Davide Persico            | Bingoal WB         | + 3 s            |

### 6.ª etapa
| Southend-on-Sea - Harlow | etapa llana | (146,2 km) |

| \| Clasificación de la etapa \| Clasificación de la etapa \| Clasificación de la etapa \| Clasificación de la etapa \| Clasificación de la etapa \| \| Ciclista \| Ciclista \| Equipo \| Tiempo \| \| \| ------------------------- \| ------------------------- \| ------------------------- \| ------------------------- \| ------------------------- \| \| 1.º \| Danny van Poppel \| Bora-Hansgrohe \| 3 h 14 min 34 s \| \| \| 2.º \| Ethan Vernon \| Gran Bretaña \| + 0 s \| \| \| 3.º \| Tord Gudmestad \| Uno-X Pro Cycling Team \| + 0 s \| \| \| 4.º \| Olav Kooij \| Jumbo-Visma \| + 0 s \| \| \| 5.º \| Casper van Uden \| Team DSM-Firmenich \| + 0 s \| \| \| 6.º \| Nicolò Parisini \| Q36.5 Pro Cycling Team \| + 0 s \| \| \| 7.º \| Davide Persico \| Bingoal WB \| + 0 s \| \| \| 8.º \| Robert Donaldson \| Trinity Racing \| + 0 s \| \| \| 9.º \| Thomas Pidcock \| Ineos Grenadiers \| + 0 s \| \| \| 10.º \| Szymon Sajnok \| Q36.5 Pro Cycling Team \| + 0 s \| \| |                  |                        |                 |
| |                  |                        |                 |
| Fuente: ProCyclingStats |                  |                        |                 |
| Clasificación de la etapa |                  |                        |                 |
| Ciclista | Ciclista         | Equipo                 | Tiempo          |
| 1.º | Danny van Poppel | Bora-Hansgrohe         | 3 h 14 min 34 s |
| 2.º | Ethan Vernon     | Gran Bretaña           | + 0 s           |
| 3.º | Tord Gudmestad   | Uno-X Pro Cycling Team | + 0 s           |
| 4.º | Olav Kooij       | Jumbo-Visma            | + 0 s           |
| 5.º | Casper van Uden  | Team DSM-Firmenich     | + 0 s           |
| 6.º | Nicolò Parisini  | Q36.5 Pro Cycling Team | + 0 s           |
| 7.º | Davide Persico   | Bingoal WB             | + 0 s           |
| 8.º | Robert Donaldson | Trinity Racing         | + 0 s           |
| 9.º | Thomas Pidcock   | Ineos Grenadiers       | + 0 s           |
| 10.º | Szymon Sajnok    | Q36.5 Pro Cycling Team | + 0 s           |

| \| Clasificación general \| Clasificación general \| Clasificación general \| Clasificación general \| Clasificación general \| \| Ciclista \| Ciclista \| Equipo \| Tiempo \| \| \| --------------------- \| ------------------------- \| --------------------- \| --------------------- \| --------------------- \| \| 1.º \| Wout van Aert \| Jumbo-Visma \| 21 h 00 min 10 s \| \| \| 2.º \| Ethan Vernon \| Gran Bretaña \| + 3 s \| \| \| 3.º \| Olav Kooij \| Jumbo-Visma \| + 3 s \| \| \| 4.º \| Danny van Poppel \| Bora-Hansgrohe \| + 3 s \| \| \| 5.º \| Thomas Pidcock \| Ineos Grenadiers \| + 3 s \| \| \| 6.º \| Davide Bomboi \| TDT-Unibet \| + 3 s \| \| \| 7.º \| Casper van Uden \| Team DSM-Firmenich \| + 3 s \| \| \| 8.º \| Davide Persico \| Bingoal WB \| + 3 s \| \| \| 9.º \| Gonzalo Serrano Rodríguez \| Movistar Team \| + 3 s \| \| \| 10.º \| Max Kanter \| Movistar Team \| + 3 s \| \| |                           |                    |                  |
| |                           |                    |                  |
| Fuente: ProCyclingStats |                           |                    |                  |
| Clasificación general |                           |                    |                  |
| Ciclista | Ciclista                  | Equipo             | Tiempo           |
| 1.º | Wout van Aert             | Jumbo-Visma        | 21 h 00 min 10 s |
| 2.º | Ethan Vernon              | Gran Bretaña       | + 3 s            |
| 3.º | Olav Kooij                | Jumbo-Visma        | + 3 s            |
| 4.º | Danny van Poppel          | Bora-Hansgrohe     | + 3 s            |
| 5.º | Thomas Pidcock            | Ineos Grenadiers   | + 3 s            |
| 6.º | Davide Bomboi             | TDT-Unibet         | + 3 s            |
| 7.º | Casper van Uden           | Team DSM-Firmenich | + 3 s            |
| 8.º | Davide Persico            | Bingoal WB         | + 3 s            |
| 9.º | Gonzalo Serrano Rodríguez | Movistar Team      | + 3 s            |
| 10.º | Max Kanter                | Movistar Team      | + 3 s            |

### 7.ª etapa
| Tewkesbury - Gloucester | etapa escarpada | (170,9 km) |

| \| Clasificación de la etapa \| Clasificación de la etapa \| Clasificación de la etapa \| Clasificación de la etapa \| Clasificación de la etapa \| \| Ciclista \| Ciclista \| Equipo \| Tiempo \| \| \| ------------------------- \| -------------------------- \| ------------------------- \| ------------------------- \| ------------------------- \| \| 1.º \| Rasmus Tiller \| Uno-X Pro Cycling Team \| 3 h 50 min 53 s \| \| \| 2.º \| Danny van Poppel \| Bora-Hansgrohe \| + 0 s \| \| \| 3.º \| Stephen Williams \| Gran Bretaña \| + 0 s \| \| \| 4.º \| Gregor Mühlberger \| Movistar Team \| + 0 s \| \| \| 5.º \| Damien Howson \| Q36.5 Pro Cycling Team \| + 0 s \| \| \| 6.º \| Tobias Halland Johannessen \| Uno-X Pro Cycling Team \| + 0 s \| \| \| 7.º \| Zeb Kyffin \| Saint Piran \| + 0 s \| \| \| 8.º \| Magnus Sheffield \| Ineos Grenadiers \| + 0 s \| \| \| 9.º \| Liam Johnston \| Trinity Racing \| + 0 s \| \| \| 10.º \| Mark Donovan \| Q36.5 Pro Cycling Team \| + 0 s \| \| |                            |                        |                 |
| |                            |                        |                 |
| Fuente: ProCyclingStats |                            |                        |                 |
| Clasificación de la etapa |                            |                        |                 |
| Ciclista | Ciclista                   | Equipo                 | Tiempo          |
| 1.º | Rasmus Tiller              | Uno-X Pro Cycling Team | 3 h 50 min 53 s |
| 2.º | Danny van Poppel           | Bora-Hansgrohe         | + 0 s           |
| 3.º | Stephen Williams           | Gran Bretaña           | + 0 s           |
| 4.º | Gregor Mühlberger          | Movistar Team          | + 0 s           |
| 5.º | Damien Howson              | Q36.5 Pro Cycling Team | + 0 s           |
| 6.º | Tobias Halland Johannessen | Uno-X Pro Cycling Team | + 0 s           |
| 7.º | Zeb Kyffin                 | Saint Piran            | + 0 s           |
| 8.º | Magnus Sheffield           | Ineos Grenadiers       | + 0 s           |
| 9.º | Liam Johnston              | Trinity Racing         | + 0 s           |
| 10.º | Mark Donovan               | Q36.5 Pro Cycling Team | + 0 s           |

| \| Clasificación general \| Clasificación general \| Clasificación general \| Clasificación general \| Clasificación general \| \| Ciclista \| Ciclista \| Equipo \| Tiempo \| \| \| --------------------- \| -------------------------- \| ---------------------- \| --------------------- \| --------------------- \| \| 1.º \| Wout van Aert \| Jumbo-Visma \| 24 h 51 min 03 s \| \| \| 2.º \| Danny van Poppel \| Bora-Hansgrohe \| + 3 s \| \| \| 3.º \| Rasmus Tiller \| Uno-X Pro Cycling Team \| + 3 s \| \| \| 4.º \| Tobias Halland Johannessen \| Uno-X Pro Cycling Team \| + 3 s \| \| \| 5.º \| Damien Howson \| Q36.5 Pro Cycling Team \| + 3 s \| \| \| 6.º \| Magnus Sheffield \| Ineos Grenadiers \| + 3 s \| \| \| 7.º \| Mark Donovan \| Q36.5 Pro Cycling Team \| + 3 s \| \| \| 8.º \| Stephen Williams \| Gran Bretaña \| + 3 s \| \| \| 9.º \| Zeb Kyffin \| Saint Piran \| + 3 s \| \| \| 10.º \| Gregor Mühlberger \| Movistar Team \| + 3 s \| \| |                            |                        |                  |
| |                            |                        |                  |
| Fuente: ProCyclingStats |                            |                        |                  |
| Clasificación general |                            |                        |                  |
| Ciclista | Ciclista                   | Equipo                 | Tiempo           |
| 1.º | Wout van Aert              | Jumbo-Visma            | 24 h 51 min 03 s |
| 2.º | Danny van Poppel           | Bora-Hansgrohe         | + 3 s            |
| 3.º | Rasmus Tiller              | Uno-X Pro Cycling Team | + 3 s            |
| 4.º | Tobias Halland Johannessen | Uno-X Pro Cycling Team | + 3 s            |
| 5.º | Damien Howson              | Q36.5 Pro Cycling Team | + 3 s            |
| 6.º | Magnus Sheffield           | Ineos Grenadiers       | + 3 s            |
| 7.º | Mark Donovan               | Q36.5 Pro Cycling Team | + 3 s            |
| 8.º | Stephen Williams           | Gran Bretaña           | + 3 s            |
| 9.º | Zeb Kyffin                 | Saint Piran            | + 3 s            |
| 10.º | Gregor Mühlberger          | Movistar Team          | + 3 s            |

### 8.ª etapa
| Margam Country Park - Caerphilly | etapa escarpada | (166,8 km) |

| \| Clasificación de la etapa \| Clasificación de la etapa \| Clasificación de la etapa \| Clasificación de la etapa \| Clasificación de la etapa \| \| Ciclista \| Ciclista \| Equipo \| Tiempo \| \| \| ------------------------- \| -------------------------- \| ------------------------- \| ------------------------- \| ------------------------- \| \| 1.º \| Carlos Rodríguez \| Ineos Grenadiers \| 3 h 52 min 43 s \| \| \| 2.º \| Wout van Aert \| Jumbo-Visma \| + 11 s \| \| \| 3.º \| Damien Howson \| Q36.5 Pro Cycling Team \| + 11 s \| \| \| 4.º \| Tobias Halland Johannessen \| Uno-X Pro Cycling Team \| + 11 s \| \| \| 5.º \| Magnus Sheffield \| Ineos Grenadiers \| + 11 s \| \| \| 6.º \| Nils Politt \| Bora-Hansgrohe \| + 30 s \| \| \| 7.º \| Zeb Kyffin \| Saint Piran \| + 31 s \| \| \| 8.º \| Mark Donovan \| Q36.5 Pro Cycling Team \| + 31 s \| \| \| 9.º \| Gregor Mühlberger \| Movistar Team \| + 31 s \| \| \| 10.º \| Kamiel Bonneu \| Team Flanders-Baloise \| + 31 s \| \| |                            |                        |                 |
| |                            |                        |                 |
| Fuente: ProCyclingStats |                            |                        |                 |
| Clasificación de la etapa |                            |                        |                 |
| Ciclista | Ciclista                   | Equipo                 | Tiempo          |
| 1.º | Carlos Rodríguez           | Ineos Grenadiers       | 3 h 52 min 43 s |
| 2.º | Wout van Aert              | Jumbo-Visma            | + 11 s          |
| 3.º | Damien Howson              | Q36.5 Pro Cycling Team | + 11 s          |
| 4.º | Tobias Halland Johannessen | Uno-X Pro Cycling Team | + 11 s          |
| 5.º | Magnus Sheffield           | Ineos Grenadiers       | + 11 s          |
| 6.º | Nils Politt                | Bora-Hansgrohe         | + 30 s          |
| 7.º | Zeb Kyffin                 | Saint Piran            | + 31 s          |
| 8.º | Mark Donovan               | Q36.5 Pro Cycling Team | + 31 s          |
| 9.º | Gregor Mühlberger          | Movistar Team          | + 31 s          |
| 10.º | Kamiel Bonneu              | Team Flanders-Baloise  | + 31 s          |

## Clasificaciones finales
- Las clasificaciones finalizaron de la siguiente forma:[5]

### Clasificación general
| \| Clasificación general \| Clasificación general \| Clasificación general \| Clasificación general \| Clasificación general \| \| Ciclista \| Ciclista \| Equipo \| Tiempo \| \| \| --------------------- \| -------------------------- \| ---------------------- \| --------------------- \| --------------------- \| \| 1.º \| Wout van Aert \| Jumbo-Visma \| 28 h 43 min 57 s \| \| \| 2.º \| Tobias Halland Johannessen \| Uno-X Pro Cycling Team \| + 3 s \| \| \| 3.º \| Damien Howson \| Q36.5 Pro Cycling Team \| + 3 s \| \| \| 4.º \| Magnus Sheffield \| Ineos Grenadiers \| + 3 s \| \| \| 5.º \| Mark Donovan \| Q36.5 Pro Cycling Team \| + 23 s \| \| \| 6.º \| Zeb Kyffin \| Saint Piran \| + 23 s \| \| \| 7.º \| Gregor Mühlberger \| Movistar Team \| + 23 s \| \| \| 8.º \| Kamiel Bonneu \| Team Flanders-Baloise \| + 23 s \| \| \| 9.º \| Nils Politt \| Bora-Hansgrohe \| + 28 s \| \| \| 10.º \| Carlos Rodríguez \| Ineos Grenadiers \| + 28 s \| \| |                            |                        |                  |
| |                            |                        |                  |
| Fuente: ProCyclingStats |                            |                        |                  |
| Clasificación general |                            |                        |                  |
| Ciclista | Ciclista                   | Equipo                 | Tiempo           |
| 1.º | Wout van Aert              | Jumbo-Visma            | 28 h 43 min 57 s |
| 2.º | Tobias Halland Johannessen | Uno-X Pro Cycling Team | + 3 s            |
| 3.º | Damien Howson              | Q36.5 Pro Cycling Team | + 3 s            |
| 4.º | Magnus Sheffield           | Ineos Grenadiers       | + 3 s            |
| 5.º | Mark Donovan               | Q36.5 Pro Cycling Team | + 23 s           |
| 6.º | Zeb Kyffin                 | Saint Piran            | + 23 s           |
| 7.º | Gregor Mühlberger          | Movistar Team          | + 23 s           |
| 8.º | Kamiel Bonneu              | Team Flanders-Baloise  | + 23 s           |
| 9.º | Nils Politt                | Bora-Hansgrohe         | + 28 s           |
| 10.º | Carlos Rodríguez           | Ineos Grenadiers       | + 28 s           |

### Clasificación de la montaña
| Clasificación de la montaña | Clasificación de la montaña | Clasificación de la montaña             | Clasificación de la montaña | Clasificación de la montaña |
| Ciclista                    | Ciclista                    | Equipo                                  | Puntos                      |                             |
| --------------------------- | --------------------------- | --------------------------------------- | --------------------------- | --------------------------- |
| 1.º                         | James Fouché                | Bolton Equities Black Spoke Pro Cycling | 49 pts                      |                             |
| 2.º                         | Carlos Rodríguez            | Ineos Grenadiers                        | 30 pts                      |                             |
| 3.º                         | Mark Donovan                | Q36.5 Pro Cycling Team                  | 28 pts                      |                             |
| 4.º                         | Wout van Aert               | Jumbo-Visma                             | 26 pts                      |                             |
| 5.º                         | Magnus Sheffield            | Ineos Grenadiers                        | 25 pts                      |                             |
| 6.º                         | Abram Stockman              | TDT-Unibet                              | 22 pts                      |                             |
| 7.º                         | Stephen Williams            | Gran Bretaña                            | 18 pts                      |                             |
| 8.º                         | Zeb Kyffin                  | Saint Piran                             | 17 pts                      |                             |
| 9.º                         | Jack Rootkin-Gray           | Saint Piran                             | 15 pts                      |                             |
| 10.º                        | Tobias Halland Johannessen  | Uno-X Pro Cycling Team                  | 15 pts                      |                             |

### Clasificación por puntos
| Clasificación por puntos | Clasificación por puntos | Clasificación por puntos                | Clasificación por puntos | Clasificación por puntos |
| Ciclista                 | Ciclista                 | Equipo                                  | Puntos                   |                          |
| ------------------------ | ------------------------ | --------------------------------------- | ------------------------ | ------------------------ |
| 1.º                      | Olav Kooij               | Jumbo-Visma                             | 108 pts                  |                          |
| 2.º                      | Danny van Poppel         | Bora-Hansgrohe                          | 94 pts                   |                          |
| 3.º                      | Wout van Aert            | Jumbo-Visma                             | 79 pts                   |                          |
| 4.º                      | Ethan Vernon             | Gran Bretaña                            | 71 pts                   |                          |
| 5.º                      | Abram Stockman           | TDT-Unibet                              | 47 pts                   |                          |
| 6.º                      | Casper van Uden          | Team DSM-Firmenich                      | 37 pts                   |                          |
| 7.º                      | Rasmus Tiller            | Uno-X Pro Cycling Team                  | 31 pts                   |                          |
| 8.º                      | Carlos Rodríguez         | Ineos Grenadiers                        | 25 pts                   |                          |
| 9.º                      | Damien Howson            | Q36.5 Pro Cycling Team                  | 18 pts                   |                          |
| 10.º                     | James Fouché             | Bolton Equities Black Spoke Pro Cycling | 15 pts                   |                          |

### Clasificación de las metas volantes
| Clasificación de las metas volantes | Clasificación de las metas volantes | Clasificación de las metas volantes | Clasificación de las metas volantes | Clasificación de las metas volantes |
| Ciclista                            | Ciclista                            | Equipo                              | Puntos                              |                                     |
| ----------------------------------- | ----------------------------------- | ----------------------------------- | ----------------------------------- | ----------------------------------- |

## Evolución de las clasificaciones
| Etapa                   |                         | Ganador _        | Clasificación general | Puntos     | Montaña      | Jóvenes          | Combatividad    | Equipo _               |
| ----------------------- | ----------------------- | ---------------- | --------------------- | ---------- | ------------ | ---------------- | --------------- | ---------------------- |
| 1.ª etapa               | etapa escarpada         | Olav Kooij       | Olav Kooij            | Olav Kooij | James Fouché | Olav Kooij       | Harry Tanfield  | Uno-X Pro Cycling Team |
| 2.ª etapa               | etapa llana             | Olav Kooij       | Olav Kooij            | Olav Kooij | James Fouché | Olav Kooij       | Abram Stockman  | Bora-Hansgrohe         |
| 3.ª etapa               | etapa llana             | Olav Kooij       | Olav Kooij            | Olav Kooij | James Fouché | Olav Kooij       | Nícolas Sessler | Uno-X Pro Cycling Team |
| 4.ª etapa               | etapa escarpada         | Olav Kooij       | Olav Kooij            | Olav Kooij | James Fouché | Olav Kooij       | Harry Tanfield  | Uno-X Pro Cycling Team |
| 5.ª etapa               | etapa llana             | Wout van Aert    | Wout van Aert         | Olav Kooij | James Fouché | Olav Kooij       | Wout van Aert   | Uno-X Pro Cycling Team |
| 6.ª etapa               | etapa llana             | Danny van Poppel | Wout van Aert         | Olav Kooij | James Fouché | Olav Kooij       | Abram Stockman  | Uno-X Pro Cycling Team |
| 7.ª etapa               | etapa escarpada         | Rasmus Tiller    | Wout van Aert         | Olav Kooij | James Fouché | Magnus Sheffield | Ben Turner      | Uno-X Pro Cycling Team |
| 8.ª etapa               | etapa escarpada         | Carlos Rodríguez | Wout van Aert         | Olav Kooij | James Fouché | Magnus Sheffield | no otorgado     | Q36.5 Pro Cycling Team |
| Clasificaciones finales | Clasificaciones finales |                  | Wout van Aert         | Olav Kooij | James Fouché | Magnus Sheffield | Abram Stockman  | Q36.5 Pro Cycling Team |

## Ciclistas participantes y posiciones finales
Convenciones:
- AB-N: Abandono en la etapa "N"
- FLT-N: Retiro por llegada fuera del límite de tiempo en la etapa "N"
- NTS-N: No tomó la salida para la etapa "N"
- DES-N: Descalificado o expulsado en la etapa "N"

## UCI World Ranking
La Vuelta a Gran Bretaña otorgó puntos para el UCI World Ranking para corredores de los equipos en las categorías UCI WorldTeam, UCI ProTeam y Continental. Las siguientes tablas son el baremo de puntuación y los diez corredores que obtuvieron más puntos:
| Posición              | 1.º | 2.º | 3.º | 4.º | 5.º | 6.º | 7.º | 8.º | 9.º | 10.º | 11.º | 12.º | 13.º | 14.º | 15.º | 16.º-30.º | 31.º-40.º |
| Clasificación general | 200 | 150 | 125 | 100 | 85  | 70  | 60  | 50  | 40  | 35   | 30   | 25   | 20   | 15   | 10   | 5         | 3         |
| Por etapa             | 20  | 15  | 10  | 5   | 3   |     |     |     |     |      |      |      |      |      |      |           |           |
| Líder                 | 5   |     |     |     |     |     |     |     |     |      |      |      |      |      |      |           |           |

| Clasificación |                            |                           |         |       |       |       |
| Posición      | Ciclista                   | Equipo                    | General | Etapa | Líder | Total |
| ------------- | -------------------------- | ------------------------- | ------- | ----- | ----- | ----- |
| 1.º           | Wout van Aert              | Jumbo-Visma               | 200     | 60    | 15    | 275   |
| 2.º           | Tobias Halland Johannessen | Uno-X                     | 150     | 5     | -     | 155   |
| 3.º           | Damien Howson              | Q36.5                     | 125     | 13    | -     | 138   |
| 4.º           | Danny van Poppel           | Bora-Hansgrohe            | 30      | 75    | -     | 105   |
| 5.º           | Olav Kooij                 | Jumbo-Visma               | -       | 85    | 20    | 105   |
| 6.º           | Magnus Sheffield           | INEOS Grenadiers          | 100     | 3     | -     | 103   |
| 7.º           | Mark Donovan               | Q36.5                     | 85      | -     | -     | 85    |
| 8.º           | Zeb Kyffin                 | Saint Piran               | 70      | -     | -     | 70    |
| 9.º           | Gregor Mühlberger          | Movistar                  | 60      | 5     | -     | 65    |
| 10.º          | Ethan Vernon               | Selección del Reino Unido | 5       | 53    | -     | 58    |